# Grammy Award for Best Bluegrass Album

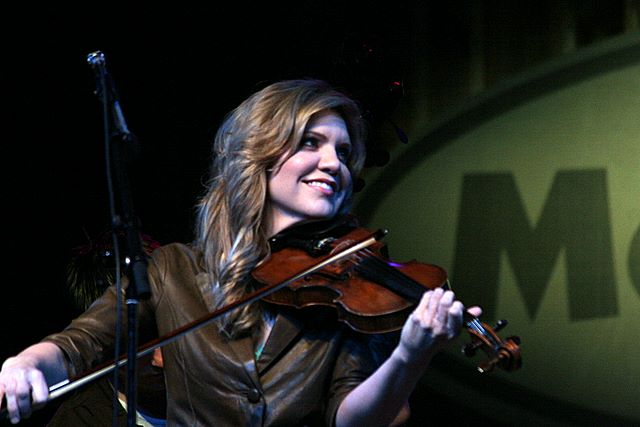
Alison Krauss hat den Grammy Award for Best Bluegrass Album bereits sechs Mal gewonnen

Der Grammy Award for Best Bluegrass Album, auf Deutsch „Grammy-Auszeichnung für das beste Bluegrass-Album“, ist ein Musikpreis, der seit 1989 von der amerikanischen Recording Academy im Bereich der Bluegrass-Musik verliehen wird.

## Geschichte und Hintergrund
Die seit 1959 verliehenen Grammy Awards werden jährlich in zahlreichen Kategorien von der Recording Academy in den Vereinigten Staaten vergeben, um künstlerische Leistung, technische Kompetenz und hervorragende Gesamtleistung ohne Rücksicht auf die Albumverkäufe oder Chartposition zu würdigen.
Eine dieser Kategorien ist der Grammy Award for Best Bluegrass Album. Ursprünglich als Grammy Award for Best Bluegrass Recording (Vocal or Instrumental) bezeichnet, wurde der Preis erstmals 1989 an Bill Monroe verliehen. 1990 und 1991 wurde die Kategorie in Grammy Award for Best Bluegrass Recording umbenannt. Seit 1992 wird der Preis unter der Bezeichnung Grammy Award for Best Bluegrass Album verliehen. Zu den Preisträgern gehörten ab 1993 neben den Künstlern auch die mit der nominierten Arbeit verbundenen Produzenten und Toningenieure. 1995 und 1997 waren die Produzenten von Musikkompilationen die einzigen Preisträger.
Alison Krauss hält den Rekord für die meisten Siege in dieser Kategorie, nachdem sie sechsmal (fünfmal mit der Band Union Station) gewonnen hat. Ricky Skaggs and Kentucky Thunder wurde bisher mit fünf Preisen ausgezeichnet. Zu den zweimaligen Preisträgern zählen Jim Lauderdale sowie die Nashville Bluegrass Band. Der Preis wurde bisher jedes Jahr an Künstler oder Bands aus den Vereinigten Staaten verliehen. Die Band The Seldom Scene hat den Rekord für die meisten Nominierungen ohne Sieg, mit fünf Nominierungen.

## Gewinner und Nominierte
| Jahr                 | Gewinner                                                                               | Nationalität       | Album                                                       | Nominierte | Bild des/der Gewinner(s) |
| -------------------- | -------------------------------------------------------------------------------------- | ------------------ | ----------------------------------------------------------- | --- | ------------------------ |
| 1989                 | Bill Monroe                                                                            | Vereinigte Staaten | Southern Flavor                                             | - Béla Fleck – Drive - David Grisman – Home Is Where the Heart Is - Peter Rowan and the Nashville Bluegrass Band – New Moon Rising - The Seldom Scene – 15th Anniversary Celebration |                          |
| 1990                 | Bruce Hornsby und die Nitty Gritty Dirt Band                                           | Vereinigte Staaten | The Valley Road                                             | - Doug Dillard Band – Heartbreak Hotel - Johnson Mountain Boys – At the Old Schoolhouse - Alison Krauss and Union Station – Two Highways - Bill Monroe and the Bluegrass Boys – Live at the Opry |                          |
| 1991                 | Alison Krauss                                                                          | Vereinigte Staaten | I’ve Got That Old Feeling                                   | - Hot Rize – Take It Home - Mac Wiseman – Grassroots to Bluegrass - Nashville Bluegrass Band – The Boys Are Back in Town - The Dillards – Darlin’ Boys |                          |
| 1992                 | Carl Jackson und John Starling                                                         | Vereinigte Staaten | Spring Training                                             | - Alison Brown – Simple Pleasures - Jim & Jesse – Music Among Friends - Nashville Bluegrass Band – Home of the Blues - Osborne Brothers – Hillbilly Fever |                          |
| 1993                 | Alison Krauss and Union Station                                                        | Vereinigte Staaten | Every Time You Say Goodbye                                  | - Larry Cordle, Glen Duncan and Lonesome Standard Time – Larry Cordle, Glen Duncan & Lonesome Standard Time - Jerry Douglas – Slide Rule - David Grisman, Herb Pedersen, Red Allen, Jim Buchanan, James Kerwin und Jerry Garcia – Bluegrass Reunion - The Seldom Scene – Scene 20: 20th Anniversary Concert      |                          |
| 1994                 | Nashville Bluegrass Band                                                               | Vereinigte Staaten | Waitin’ for the Hard Times to Go                            | - Stuart Duncan – Stuart Duncan - Johnson Mountain Boys – Blue Diamond - Tony Rice – Tony Rice Plays and Sings Bluegrass - Ralph Stanley – Saturday Night & Sunday Morning |                          |
| 1995                 | Verschiedene Künstler (der Preis ging an die Produzenten Jerry Douglas und Tut Taylor) | Vereinigte Staaten | The Great Dobro Sessions                                    | - J. D. Crowe and the New South – Flashback - Del McCoury – A Deeper Shade of Blue - Osborne Brothers – When the Roses Bloom in Dixieland - The Seldom Scene – Like We Used to Be |                          |
| 1996                 | Nashville Bluegrass Band                                                               | Vereinigte Staaten | Unleashed                                                   | - Byron Berline – Fiddle and a Song - The Cox Family – Beyond the City - Claire Lynch – Moonlighter - Rose Maddox – $35 and a Dream |                          |
| 1997                 | Verschiedene Künstler (der Preis ging an den Produzenten Todd Phillips)                | Vereinigte Staaten | True Life Blues: The Songs of Bill Monroe                   | - Del McCoury Band – The Cold Hard Facts - Tim O’Brien – Red on Blonde - Peter Rowan – Bluegrass Boy - Verschiedene Künstler – The Stanley Tradition: Tribute to a Bluegrass Legacy |                          |
| 1998                 | Alison Krauss and Union Station                                                        | Vereinigte Staaten | So Long So Wrong                                            | - Richard Greene and the Grass Is Greener – Sales Tax Toddle - Claire Lynch – Silver and Gold - Kate MacKenzie – Age of Innocence - Ralph Stanley – Short Life of Trouble |                          |
| 1999                 | Ricky Skaggs and Kentucky Thunder                                                      | Vereinigte Staaten | Bluegrass Rules!                                            | - Jim & Jesse – Songs from the Homeplace - Nashville Bluegrass Band – American Beauty - Ralph Stanley and Friends – Clinch Mountain Country - Doc und Merle Watson – Home Sweet Home |                          |
| 2000                 | Ricky Skaggs and Kentucky Thunder                                                      | Vereinigte Staaten | Ancient Tones                                               | - Steve Earle und die Del McCoury Band – The Mountain - Béla Fleck – The Bluegrass Sessions - David Grisman, Ricky Skaggs, Sam Bush, Jesse McReynolds und Frank Wakefield – Bluegrass Mandolin Extravaganza - Jim Lauderdale, Ralph Stanley und die Clinch Mountain Boys – I Feel Like Singing Today             |                          |
| 2001                 | Dolly Parton                                                                           | Vereinigte Staaten | The Grass Is Blue                                           | - Alison Brown – Fair Weather - Larry Cordle and Lonesome Standard Time – Murder on Music Row - Nickel Creek – Nickel Creek - Ricky Skaggs and Friends – Big Mon: The Songs of Bill Monroe |                          |
| 2002                 | Alison Krauss and Union Station                                                        | Vereinigte Staaten | New Favorite                                                | - Patty Loveless – Mountain Soul - Dolly Parton – Little Sparrow - Ricky Skaggs and Kentucky Thunder – History of the Future - Ralph Stanley and Friends – Clinch Mountain Sweethearts |                          |
| 2003                 | Clinch Mountain Boys, Jim Lauderdale und Ralph Stanley                                 | Vereinigte Staaten | Lost in the Lonesome Pines                                  | - Doyle Lawson and Quicksilver – The Hard Game of Love - Ralph Stanley – Ralph Stanley - Ralph Stanley II – Stanley Blues - Roland White Band – Jelly on My Tofu |                          |
| 2004                 | Alison Krauss and Union Station                                                        | Vereinigte Staaten | Live                                                        | - Del McCoury Band – It’s Just the Night - Ricky Skaggs and Kentucky Thunder – Live at the Charleston Music Hall - Verschiedene Künstler – Christmas on the Mountain: A Bluegrass Christmas - Rhonda Vincent – One Step Ahead                                                                                    |                          |
| 2005                 | Ricky Skaggs and Kentucky Thunder                                                      | Vereinigte Staaten | Brand New Strings                                           | - Lynn Anderson – The Bluegrass Sessions - Nashville Bluegrass Band – Twenty Year Blues - Ralph Stanley II – Carrying On - Verschiedene Künstler – A Tribute to Jimmy Martin: “The King of Bluegrass” |                          |
| 2006                 | Del McCoury Band                                                                       | Vereinigte Staaten | The Company We Keep                                         | - Blue Highway – Marbletown - Cherryholmes – Cherryholmes - Rhonda Vincent and The Rage – Ragin’ Live - The Grascals – The Grascals |                          |
| 2007                 | Ricky Skaggs and Kentucky Thunder                                                      | Vereinigte Staaten | Instrumentals                                               | - Jim Lauderdale – Bluegrass - Marty Stuart and His Fabulous Superlatives – Live at the Ryman - The Grascals – Long List of Heartaches - Rhonda Vincent – All American Bluegrass Girl |                          |
| 2008                 | Jim Lauderdale                                                                         | Vereinigte Staaten | The Bluegrass Diaries                                       | - Cherryholmes – Cherryholmes II: Black and White - J. D. Crowe and the New South – Lefty’s Old Guitar - The Seldom Scene – Scenechronized - Tony Trischka – Double Banjo Bluegrass Spectacular |                          |
| 2009                 | Ricky Skaggs and Kentucky Thunder                                                      | Vereinigte Staaten | Honoring the Fathers of Bluegrass: Tribute to 1946 and 1947 | - Cherryholmes – Cherryholmes III: Don’t Believe - Del McCoury Band – Live at the 2008 New Orleans Jazz & Heritage Festival - Earl Scruggs with Family and Friends – The Ultimate Collection: Live at the Ryman - Dan Tyminski – Wheels                                                                          |                          |
| 2010                 | Steve Martin                                                                           | Vereinigte Staaten | The Crow: New Songs for the 5-String Banjo                  | - Jim Lauderdale – Could We Get Any Closer? - Michael Martin Murphey – Buckaroo Blue Grass - Bryan Sutton and Friends – Almost Live - Rhonda Vincent – Destination Life |                          |
| 2011                 | Patty Loveless                                                                         | Vereinigte Staaten | Mountain Soul II                                            | - Sam Bush – Circles Around Me - Del McCoury Band – Family Circle - Peter Rowan Bluegrass Band – Legacy - The SteelDrivers – Reckless |                          |
| 2012                 | Alison Krauss and Union Station                                                        | Vereinigte Staaten | Paper Airplane                                              | - Jim Lauderdale – Reason and Rhyme: Bluegrass Songs by Robert Hunter and Jim Lauderdale - Steve Martin and the Steep Canyon Rangers – Rare Bird Alert - Del McCoury Band – Old Memories: The Songs of Bill Monroe - Ralph Stanley – A Mother’s Prayer - Chris Thile und Michael Daves – Sleep with One Eye Open |                          |
| 2013                 | Steep Canyon Rangers                                                                   | Vereinigte Staaten | Nobody Knows You                                            | - Dailey & Vincent – The Gospel Side Of … - The Grascals – Life Finds a Way - Noam Pikelny – Beat the Devil and Carry a Rail - The Special Consensus – Scratch Gravel Road |                          |
| 2014                 | Del McCoury Band                                                                       | Vereinigte Staaten | The Streets of Baltimore                                    | - The Boxcars – It’s Just a Road - Dailey & Vincent – Brothers of the Highway - Della Mae – This World Oft Can Be - James King – Three Chords and the Truth |                          |
| 2015                 | The Earls of Leicester                                                                 | Vereinigte Staaten | The Earls of Leicester                                      | - Noam Pikelny – Noam Pikelny Plays Kenny Baker Plays Bill Monroe - Frank Solivan und Dirty Kitchen – Cold Spell - Bryan Sutton – Into My Own - Rhonda Vincent – Only Me |                          |
| 2016                 | The SteelDrivers                                                                       | Vereinigte Staaten | The Muscle Shoals Recordings                                | - Dale Ann Bradley – Pocket Full of Keys - Rob Ickes und Trey Hensley – Before the Sun Goes Down - Doyle Lawson and Quicksilver – In Session - Ralph Stanley and Friends – Man of Constant Sorrow |                          |
| 2017                 | O’Connor Band with Mark O’Connor                                                       | Vereinigte Staaten | Coming Home                                                 | - Blue Highway – Original Traditional - Doyle Lawson and Quicksilver – Burden Bearer - Laurie Lewis & The Right Hands – The Hazel and Alice Sessions - Claire Lynch – North by South |                          |
| 2018                 | Rhonda Vincent and the Rage                                                            | Vereinigte Staaten | All the Rage: In Concert Volume One (Live)                  | - Michael Cleveland – Fiddler’s Dream - Bobby Osborne – Original - Noam Pikelny – Universal Favorite |                          |
| 2018                 | The Infamous Stringdusters                                                             | Vereinigte Staaten | Laws of Gravity                                             | - Michael Cleveland – Fiddler’s Dream - Bobby Osborne – Original - Noam Pikelny – Universal Favorite |                          |
| 2019                 | The Travelin’ McCourys                                                                 | Vereinigte Staaten | The Travelin’ McCourys                                      | - Mike Barnett – Portraits in Fiddles - Sister Sadie – II - The Special Consensus – Rivers and Roads - Wood & Wire – North of Despair |                          |
| 2020 26. Januar 2020 | Michael Cleveland                                                                      | Vereinigte Staaten | Tall Fiddler                                                | - Doyle Lawson & Quicksilver – Live in Prague, Czech Republic - Po’ Ramblin’ Boys – Toil, Tears & Trouble - Missy Raines – Royal Traveller - Frank Solivan & Dirty Kitchen – If You Can’t Stand the Heat |                          |
| 2021 14. März 2021   | Billy Strings                                                                          | Vereinigte Staaten | Home                                                        | - Danny Barnes – Man on Fire - Thomm Jutz – To Live in Two Worlds, Vol. 1 - Steep Canyon Rangers – North Carolina Songbook - Verschiedene Interpreten – The John Hartford Fiddle Tune Project, Vol. 1 |                          |
| 2022 3. April 2022   | Béla Fleck                                                                             | Vereinigte Staaten | My Bluegrass Heart                                          | - Billy Strings – Renewal - Infamous Stringdusters – A Tribute to Bill Monroe - Sturgill Simpson – Cuttin’ Grass – Vol. 1 (Butcher Shoppe Sessions) - Rhonda Vincent – Music Is What I See |                          |
| 2023 5. Februar 2023 | Molly Tuttle & Golden Highway                                                          | Vereinigte Staaten | Crooked Tree                                                | - Infamous Stringdusters – Toward the Fray - Del McCoury Band – Almost Proud - Peter Rowan – Calling You from My Mountain - Yonder Mountain String Band – Get Yourself Outside |                          |
| 2024 4. Februar 2024 | Molly Tuttle & Golden Highway                                                          | Vereinigte Staaten | City of Gold                                                | - Sam Bush – Radio John: Songs of John Hartford - Michael Cleveland – Lovin’ of the Game - Mighty Poplar – Mighty Poplar - Willie Nelson – Bluegrass - Billy Strings – Me/and/Dad |                          |
| 2025 2. Februar 2025 | Billy Strings                                                                          | Vereinigte Staaten | Live Vol. 1                                                 | - I Built a World von Bronwyn Keith-Hynes - Songs of Love and Life von der Del McCoury Band - No Fear von Sister Sadie - Earl Jam von Tony Trischka - Live from the Ryman von Dan Tyminski |                          |